# Jørgen Conrad de Falsen
Jørgen Conrad de Falsen (19. august 1785 i Christiania – 23. august 1849 på Søbysøgård) var en dansk søofficer og godsejer, bror til Carl Valentin Falsen og Christian Magnus Falsen og far til Enevold de Falsen.

## Karriere
Han var søn af justitiarius og forfatter Enevold (de) Falsen (1755-1808) og Anna Henrika Petronelle Mathiesen (1762-1825).
Han blev kadet i Marinen 1797, sekondløjtnant 1801 og var 1805-06 i Vestindien med fregatten Diana. Falsen blev premierløjtnant 1807 og ledede i efteråret 1807 transporterne mellem Lolland og Femern og modtog herfor kongelig anerkendelse.

### Oprør på Schelde
Efter at englænderne 1807 havde bemægtiget sig den danske flåde, sluttede Danmark sig til Frankrig, hvorved det kom til at afgive skibsbesætninger til to på Schelde liggende franske linjeskibe, om hvilke det oprindelig hed, at de skulle opsendes til de danske farvande. I 1808 blev Falsen derfor sendt til Antwerpen. Da disse besætninger imidlertid blev uretfærdig behandlede, var de i 1809 ikke langt fra at gøre mytteri. Cheferne, som havde gjort den franske admiral Missiessy forestillinger, blev arresterede og sendt i land. Falsen, der gjorde tjeneste på et af skibene tillige med løjtnant Frederik Christian Holsten, protesterede og nægtede lydighed. Nær havde denne af ædel harme fremkaldte ubesindighed kostet ham livet, men den franske interimschefs mellemkomst afvendte dog faren, så at Falsen slap med at blive hjemsendt og belagt med et halvt års fæstningsarrest, hvilket endog yderligere mildnedes derved, at han kort efter dekoreredes med Ridderkorset (1809).

### Indsats i Englandskrigene
Hjemme var imidlertid krigen med England i fuld gang, og Falsen fik snart lejlighed til at vise sit mod og sin energi. Efter et kort ophold ved flotillen i Storebælt blev Falsen chef for kanonbådsflotillen ved Fladstrand.
Stationeret med nogle kanonfartøjer ved Skagen bestod han 27. april 1810 en ærefuld kamp med en engelsk fregat, ligesom han 12. september med to kanonbåde og fire kanonjoller erobrede den engelske kutter The Alban ud for Læsø. Til løn for disse bedrifter dekoreredes han 1811 med Kommandørkorset af Dannebrog og fik kommandoen over hele den jyske kanonbådsafdeling, gunstbevisninger, som dog af hans samtidige ansås for overdrevne og forårsagede en del misstemnimg.

#### Slaget om Anholt
Da man ønskede at forjage englænderne fra øen Anholt, som de havde besat, ordnede han tillige med major Ketil Melstedt enkelthederne ved en af kommandør Lorentz Fisker udkastet plan til angrebet, efter at han dog forinden havde frarådet ekspeditionen som unyttig. Denne plan, der gik ud på en overrumpling, forberedtes tilmed så utilgivelig langsomt af autoriteterne og blev holdt så lidet hemmelig, at den længe forinden udførelsen var blevet fjenden bekendt. Han afgik fra Gerrildbugten 23. marts 1811 med tolv kanonbåde foruden en transportflotille med 680 mand under kommando af Melstedt og kaptajn Johan Lorentz Prydz, men togtet mislykkedes totalt. Stormen på øens fort blev afslået, de anførende landofficerer Melstedt og Prydz faldt; tillige faldt og såredes o. 300 mand, foruden at fjenden gjorde en stor mængde fanger. Fra fyret tilkaldte englænderne desuden forstærkning af orlogsmænd, der søgte at spærre de danske tilbagevejen. Vel lykkedes det Falsen at frelse transportflotillen, men af kanonbådene erobrede fjenden to, hvorved den unge, heltemodige løjtnant Peter Buhl faldt i fangenskab. At denne ekspedition efter et sådant udfald ikke kunne undgå kritik, er naturligt, ligesom det ej heller kan forundre, at stemningen vendte sig mod Falsen, der havde spillet en så væsentlig rolle i den. Det er dog senere godtgjort, at han ikke kunne dadles for det uheldige foretagendes organisation; om hans mod og konduite under retræten kan der kun være én mening.
2. juli samme år havde Falsen på ny en kamp at bestå med et for ham lige så uheldigt udfald. Under forsøget på at ødelægge en fjendtlig konvoj, der i vindstille var gået til ankers mellem Sejrø og Hjelm, kom hans kanonbåde i en farlig stilling, ved at vinden pludselig blæste op på ny. Konvojens orlogsmænd angreb ham, og han måtte skyndsomst tage flugten i spredt orden. I en i løbet af få minutter opkommen tåge var han da så uheldig at passere ikke færre end tre engelske linjeskibe, som efter hverandre øste deres glatte lag ud over ham. Falsen blev såret og måtte til sidst overgive sig med to andre kanonbåde. Han blev ti dage senere udvekslet og overtog sin tidligere kommando. 
Året efter tilsmilede lykken ham dog igen. Efter at have bestået ærefulde kampe 6. maj, 13. juli og 6. august 1812, hvorved han dels erobrede konvojskibe, dels fordrev de fjendtlige orlogsmænd, erobrede han 19. august ud for Fornæs briggen Attaque samt en lugger, og det endda uden at miste én mand. I maj 1813 førte han prins Christian Frederik på en båd fra Jylland til Norge. 
1814 trådte han uden for nummer og rejste til England og Sverige. Atter 1816 foretog han en rejse til udlandet. Efter sin hjemkomst til Danmark svækkedes hans helbred så meget, at han måtte foretage jævnlige baderejser til udlandet; første gang i 1818 til Frankrig. Efter at være nogenlunde restitueret foretog han sammen med en fransk officer en studierejse i Frankrig, Spanien og Italien, men var 1820 længe syg i Savoyen. Han skal efter sigende skal have ført dampskib på Rhône.
Han blev kaptajnløjtnant 1815, kaptajn 1821 og kommandørkaptajn 1836. Først i 1824 var Falsen dog permanent hjemme i Danmark.

## Godsejer
Da han under tiden i udlandet ved heldige spekulationer havde erhvervet sig en del penge, købte han 1836 herregården Tårnholm ved Korsør (solgt igen 1845) og senere godset Søbysøgård i Fyn; her hengav han sig med iver til landvæsenet og gjorde sig meget afholdt ved at sælge bøndergods på liberale vilkår, hvorfor der senere er rejst ham en mindestøtte. 1831 førte Falsen en kort tid kongens dampskib Kiel, og 1832 var han chef for korvetten Diana i Vestindien. 1838 tog han sin afsked med kommandørs rang, hvilken 1848 forhøjedes til kontreadmirals rang.
Han døde 23. august 1849 og er begravet i Holmens Kirke. 1828 havde han i samme kirke til minde om sin første hustru ladet opsætte et af Bertel Thorvaldsen udført basrelief Natten. 

## Ægteskaber
1. Gift første gang 3. april 1811 i Holmens Kirke med Cecilie Cathrine Høyer (døbt 19. september 1784 i Holmens Kirke - 15. februar 1816 sammesteds), datter af Holmens provst Christian Frederik Høyer (1739-1797, gift 1. gang 1778 med Johanne Maria Michaelsen, ca. 1751-1779) og Dorothea Thulstrup (1760-1818)
2. Gift anden gang 9. november 1825 i Holmens Kirke med Jørgine (Georgette) Elisabeth Rosenkrantz, hofdame hos Dronning Marie Sophie Frederikke (23. august 1799 på Kristinedal, Framlev Herred - 10. december 1869 i København), datter af premierløjtnant, senere kaptajn Thomas Rosenkrantz (1760-1824, gift 1. gang 1788 med Johanne Birgitte Sophie Kaas, 1760-1789) og Frederikke Christiane Ulrikke Kaas (1762-1836)

## Gengivelser
Han er gengivet i et portrætmaleri af C.A. Jensen 1828. Maleriet er gengivet i xylografi af H.P. Hansen 1873 (Det Kongelige Bibliotek).